# Kevin Grevioux
Kevin Grevioux, född 9 september 1962 i Chicago, är en amerikansk skådespelare och författare.
Grevioux har bland annat skrivit serieromanen I, Frankenstein som 2014 filmatiserades under samma namn med skådespelare som Aaron Eckhart och Bill Nighy.

## Filmografi (urval)
- 2003 – Underworld
- 2009 – Underworld: Rise of the Lycans
- 2014 – I, Frankenstein (manus och roll)